# Imma Hillerich
Imma Hillerich (* 23. Mai 1954 in Köln) ist eine deutsche Lehrerin, Ministerialbeamtin und Politikerin (Bündnis 90/Die Grünen).

## Ausbildung und Beruf
Nach dem Schulbesuch in Köln und Euskirchen studierte Hillerich von 1972 bis 1979 an der Universität Bonn die Fächer Französisch, Sozialwissenschaften und Pädagogik. Nach dem Zweiten Staatsexamen war sie bis 1987 als Gymnasiallehrerin am Mercator-Gymnasium in Duisburg tätig. Nach ihrer Zeit im Deutschen Bundestag arbeitete sie als Lehrerin im Hochschuldienst an der Universität Essen im Fachbereich Erziehungswissenschaften. 1992 wurde Imma Hillerich Referentin im Ministerium für Bildung, Jugend und Sport des Landes Brandenburg. Seit 2009 ist sie für die Schulaufsicht für die gymnasiale Oberstufe in Brandenburg zuständig. Seit November 2017 befindet sie sich im Ruhestand.

## Politik
Hillerich trat 1984 in Duisburg der Partei Die Grünen bei und war bis 1987 Sprecherin im Vorstand des Kreisverbandes Duisburg. Bei der Bundestagswahl 1987 wurde sie über die Landesliste Nordrhein-Westfalen der Grünen in den Deutschen Bundestag gewählt, dem sie bis zum Ende der 11. Wahlperiode im Dezember 1990 angehörte. Im Bundestag war Hillerich Ordentliches Mitglied des Ausschusses für Bildung und Wissenschaft.